# Typhlonyphia
Typhlonyphia is een geslacht van spinnen uit de familie hangmatspinnen (Linyphiidae).

## Soorten
De volgende soorten zijn bij het geslacht ingedeeld:
- Typhlonyphia reimoseri Kratochvíl, 1936
  - Typhlonyphia reimoseri meridionalis Kratochvíl, 1978